# Elkalyce tukagutii
Elkalyce tukagutii är en fjärilsart som beskrevs av Siuiti Murayama 1963. Elkalyce tukagutii ingår i släktet Elkalyce och familjen juvelvingar. Inga underarter finns listade i Catalogue of Life.